# Ostoja Rajaković
Ostoja Rajaković (en serbio: Остоја Рајаковић, fallecido en octubre de 1379) fue un noble serbio al servicio de Marko Mrnjavčević. Gobernó las tierras alrededor de Ohrid (en la actual Albania). Era el yerno del župan (conde) Andrea Gropa. Provenía de la familia Ugarčić que procedía de Nevesinje (una ciudad en la actual Bosnia y Herzegovina).